# 삼자삼엽
《삼자삼엽》(三者三葉)은 아라이 체리에 의한 일본의 4컷 만화 작품이다. 작가의 대표작이다. 호분샤에서 발행한 〈망가 타임 키라라〉에서 2003년 2월호부터 2019년 1월호까지 연재되었다.
또, 자매 잡지의 "망가 타임 키라라 캐럿"에서도 2003년 12월호부터 2007년 1월호까지 연재되었다.
2015년 9월 9일에 발행된 "망가 타임 키라라" 2015년 10월호에서 본작의 애니메이션화가 발표되었다.

## 스토리
3명의 여고생과 그 주위의 사람들의 좌충우돌 개그 스토리. 타이틀은 사자성어 「三者三樣」에서 왔다. 본래의 의미인 각각 성격이 다른 3명에 더하여, 3명 모두 이름에 「葉」 자가 들어 있는 것에서 유래했다.

## 등장인물

### 주요 등장인물
니시카와 요우코(西川 葉子)
목소리 - 와쿠이 유우
16세. 1학년 2반. TV 애니메이션에서는 요우코의 시점으로 그려지고 있다. 평소에는 검은 하이 삭스에 갈색의 로퍼를 신고 등교한다.
통칭 '요우코 사마'. 아가씨 학교인 만넨로(迷迭香) 여학원 출신으로 본래 대부호 니시카와가의 딸.
아버지의 회사가 도산하여 지금은 빈핍하다. 주인집 딸스러운 보라색의 스트레이트 헤어에 긴 살쩍이 특징. 점점 빈핍 생활이 익숙해져 가면서 최근에 들어 좋아하게 된 것은 마요네즈다. 클래스 내에서는 친구가 아직 없고, 요우코의 과거를 알고 있는 사람은 요우코에게 친구가 생겼다는 사실을 알게 되면 경악을 한다. 요리를 잘하진 못하지만, 후타바에게 배우고 나서는 요리 실력이 조금 늘게 되었다. 야마지에 대해서는 꽤 신랄한 편이다. 서민 문화에 대해서 잘 알지 못하는 탓에, 후타바가 거짓말을 해도 잘 속아 넘어가버리곤 한다. 운동은 의외로 잘하는 편이고, 오래달리기에서 1등을 한 적도 있으며, 멀리뛰기에서 4m의 기록을 세운 적도 있다. 몸이 유연하다.
오다기리 후타바(小田切 双葉)
목소리 - 카나자와 마이
16세. 1학년 3반. 만화에서는 후타바의 시점으로 그려지고 있다. 평소에는 흰색의 하이 삭스에 파란색의 스니커를 신고 등교한다.
츄오 여자 고등학교에 전학 온 여학생. 많이 먹기 대회와 관련된 수많은 기록을 가지고 있다.
전학 온 첫날에 테루와 친구가 되었고, 점심 시간 때 우연한 만남을 계기로 요우코와도 친구가 되었다.
갈색의 짧은 머리가 특징. 먹는 것뿐만 아니라 요리하는 것도 취미라고 말하지만, 대식가라는 이미지가 너무나 강해서 친구들은 이를 잘 믿지 않는다.
'전학생'이라는 설정은 제1화 이후부터 의미가 없어지기 때문에, TV 애니메이션에서는 생략되었다.
하야마 테루(葉山 照)
목소리 - 이마무라 아야카
16세. 1학년 3반. 후타바의 클래스 메이트로, 금색의 땋은 머리가 특징인 안경을 쓴 위원장. 평소에는 크림색의 니하이 삭스에 검은색의 앵클릿 스트랩 슈즈를 신고 등교한다.
어른스러운 모습과는 달리 음험하고, 아무렇지 않게 독설을 내뱉기도 한다. 후타바나 요우코에게 종종 악마 취급을 받는다. 동물을 좋아하고 하야마 동물 왕국을 세우는 것이 꿈이다. '베르'(베르제브브)라는 이름의 고양이를 키우고 있다. 성적은 우수하지만, 운동을 잘하지 못하여 마라톤을 하면 바로 몸 상태가 나빠진다. 화가 나면 무섭지만, 평소에는 꽤 상냥하다. 그 때문에, 타교실이나 타학교의 학생들에게 꽤 인기가 있다. 크리스마스가 생일이다.

### 주변 등장인물
니시야마 세리나(西山 芹奈)
목소리 - Machico
후타바와 테루의 클래스 메이트. 16세. 핑크색의 롱 헤어. 학업과 운동이 뛰어나다. 원래 위원장의 자리를 노리고 있었지만, 테루가 대신해서 그 자리를 차지한 점과 테루보다 성적이 약간 떨어지는 점 때문에 테루를 적대시하고 있다. 지기 싫어하는 성격이며, 무슨 일이 있을 때마다 테루에게 덤벼들지만, 테루의 음험함 앞에서는 절대로 이길 수가 없어 도리어 당하고 만다. 의외로 테루와 마찬가지로 동물을 좋아하고 고양이를 키운 경험이 있어서, 자신이 적대시하고 있는 테루로부터 버려진 고양이를 얻은 적도 있다. 나중에 그 고양이에 대해 애착심을 갖게 되고, 고양이와 관련된 이야기 앞에서는 테루와 마음이 맞는 장면이 나타나기도 한다. 고양이의 이름은 '에루'(에타나루). 점쟁이(요우코의 아버지)가 말한 것을 그대로 믿고 기뻐하는 등의 순수한 면이 있다. 사진 촬영이나 요리를 잘하지 못하는 서투른 면도 있다. 소노베가 운영하는 양과자점에서 임시로 아르바이트를 한 적이 있다. 시력은 양쪽 눈 모두 1.5이다.
콘도 아사코(近藤 亜紗子)
목소리 - 스즈키 아이나
니시야마 세리나의 친구. 세리나와는 초등학교 3학년 때부터 알고 지냈다. 검은색의 쇼트 헤어. 테루에 대한 적대심을 가지고 있는 세리나를 진정시키는 역할을 하지만, 분위기 파악을 못하여서 상황을 더 악화시켜 버리는 경우가 많다. 아사코의 날카로운 말은 소노베를 쩔쩔매게 할 정도다. 세리나와는 달리 테루나 후타바와의 관계는 그리 나쁘지 않다. 주로 세리나와 같이 다니고 있기 때문에, 세리나가 학교에 나오지 않는 날엔 혼자서 지내는 경우도 있다.
소노베 시노(薗部 篠)
목소리 - 모모카와 리카
본래 니시카와가의 하녀. 현재는 양과자점 '비밀의 화원'의 점장이며 요우코는 이 가게에서 아르바이트를 시작한다. 5권에서부터 등장. 항상 죽은 물고기와 같은 눈을 하고 있으며, 입이 비정상적으로 작게 그려져 있다. 하녀로서의 직업을 잃고, 복덕방에서 아르바이트를 하고 있던 야마지에게 물건을 소개받았다. 조용하고 표정 변화가 거의 없어, 애상이 나쁘게 보이곤 한다. 표면상으로는 매우 예의가 바르지만 실은 특이한 인물. 예전부터 자신이 시중을 들었던 요우코를 점원으로 부리는 입장이 된 것에 대해서 쾌감을 느끼는 동시에 상사로서의 취급을 받는 것에 대해서 위화감을 느끼기도 한다. 요우코로부터는 '점장'이라고 불린다. 야마지와는 상성이 좋지 않아 자주 다투곤 한다. 외견상 후타바와는 나이차가 별로 안 나지만, 사실 나이는 30대 초반. 본인이 이야기하기를 "의무 교육 시절부터 체형은 전혀 변하지 않았다"고 한다. 재봉이 특기이며, 직접 만든 교복을 입고 후타바 일행이 다니는 고등학교에 잠입한 적도 있다. 신경이 둔해서 매운 카레나 수상한 버섯을 먹어도 아무렇지 않지만, 사쿠라의 노래에는 견디질 못한다.
야마지 미츠구(山路 充嗣)
목소리 - 아카바네 켄지
23세. 본래 니시카와가의 사용인. 요우코가 있는 곳이라면 어디든지 나타나는 스토커 같은 인물로, 후타바로부터는 '야마지'라고 불린다. 할아버지가 돌아가신 후 사용인을 계승하지만, 니시카와가의 몰락으로 인해 해고되어 현재는 프리터로 활동 중이다. 사용인이 되기 위해서 여러 가지 공부를 하고 있으며, 자격증도 여러 개 가지고 있다. 정규직 사원으로 등용될 수 있는 기회가 있었지만, 요우코를 지키는 것이 자신의 사명이라고 생각하여 프리터 활동을 계속하고 있다. 신사적인 성격에 항상 요우코에게 경의를 표하며, 신조는 '자신보다도 요우코 사마'이다. 그러한 행동을 요우코의 주변 사람들에게까지도 강요하기 때문에, 요우코로부터 설교를 듣는다. 뭐든지 능숙하게 일을 처리하는 탓에, 때때로 후타바나 테루가 기분 나빠한다. 학교 선생님들과는 면식이 있어, 교내에 있어도 추방당하는 일은 없다. 아르바이트를 하면서 남았거나 유통기한이 아슬아슬한 상품을 자주 요우코에게 전해준다. 요우코에게 칭찬을 받는 것이 최고의 기쁨이다. 마조히즘 의혹이 있다. 요우코와 동일한 아파트의 옆방에 살고 있는 것이 나중에 발각된다.
하야마 코우(葉山 光)
목소리 - 니시 아스카
테루보다 한 살 많은 언니. 태평하게 멍하니 있는 경우가 많다. 금색의 푹신푹신한 롱 헤어가 특징. 언제나 미소를 띠는, 상냥한 성격이지만 일반인들과는 사고가 달라 악의가 없는 독설을 하거나, 민폐를 끼치는 경우도 있으며, 작중에서도 가장 위험한 인물이다. 건강식이라는 자기만의 붐을 가지고 있으며, 수상한 믹스 주스나 상태 이상을 일으키는 주먹밥을 만들곤 한다. 보통 사람들처럼 요리를 할 수도 있지만, 건강을 위해 영양제나 수상한 버섯을 자주 넣는 바람에 희생자가 속출한다. 제비뽑기 운이 좋아서 이상한 것이 당첨되는 경우가 많다. 더운 날씨에도 태연하며, 참기 대회에서 우승한 적도 있다. 사실 숨은 대식가이지만, 언제나 멍하니 있는 탓에 자신이 배가 부르다는 것을 눈치채지 못한다. 자신의 동생인 테루를 매우 좋아한다.
타케조노 유우(竹園 優)
목소리 - 와타나베 하루카
요우코의 아버지 친구의 아들. 재산가의 초등학생. 10세. 5학년생. 요우코를 누나라고 부르며 따르고 있다. 요우코와는 어린 시절부터 알고 지내는 사이였으며, 약혼까지 했던 사이라고 주장하지만, 요우코는 구두 약속 정도로밖에 생각하지 않는다. 그 때문에, 선물을 주거나 같이 여행을 가자고 권유하는 등 어떻게든 요우코의 마음을 자신 쪽으로 돌리게 하려는 획책을 꾸미지만, 주변 사람들까지 함께 따라오는 바람에, 좀처럼 일이 생각대로 진행되지는 않는다. 그러나 요우코를 정말로 좋아하기 때문에 풀이 죽어있어도 요우코가 고맙다는 말을 해주면 금방 다시 기운을 차린다. 요우코를 따라다니는 야마지를 탐탁지 않게 여기며, 시어머니와 며느리의 사이 같은 음습한 대화를 주고받는다. 클래스 메이트인 사쿠라를 대하기 힘들어한다.
우스다 사쿠라(臼田 桜)
목소리 - 나츠노 나오
후타바의 사촌 누이 동생으로, 유우의 클래스 메이트. 검은색의 롱 헤어. 철저히 긍정적인 성격이며, 기본적으로 대부분의 일을 자신의 형편에 좋게 해석하고, 힘든 일이 있어도 금방 기운을 차린다. 행복은 돈으로 살 수 있다고 호언장담하며, 유우에게 맹렬한 공격을 가한다. 처음에는 테루를 무서워 했지만, 음험한 충고를 받은 이후로, 테루를 존경하게 되었다. 유우에게 가장 피해를 주는 인물로, 그에게 있어서는 스토커 같은 존재다. 수영 교실에 다니고 있어서, 수영이 특기다. 아이돌을 목표로 하고 있지만, 후타바조차 능가하는 위협적인 음치이며, 강제로 인식시킬 때까지 그에 대한 자각이 없었다.
유우와 사쿠라는 동일 작가의 다른 작품인 《미오일기》(みおにっき)에도 등장한다.
츠지 하지메(辻 一芽)
목소리 - 쿠와야마 코토네
근처의 히가시 고등학교에 다니는 남학생. 후타바보다 한 살 많다. 신장은 155cm. 엷은 남빛의 천연 파마의 머리를 하고 있으며 얼굴 생김새는 중성적이다. 많이 먹는 것이 특기지만, 후타바에게 모조리 기록을 빼앗겨 버려서, 일방적으로 후타바를 라이벌로 인식하고 있다. 주변 사람들보다 키가 작은 것에 대해서 신경 쓰는 모습. 테루를 '상냥하고 동물을 좋아하는 귀여운 여자아이'라고 생각하여, 그녀의 본성을 모른 채 홀딱 반하게 된다. 머리는 좋지 않아서, 요우코의 이름을 기억하지 못한다. 추위에 강하다. 돼지고기 카레를 좋아한다. 동일 작가의 다른 작품 《해피 트레일즈!》(ハッピーとれいるず!)에도 등장하여, '벤리야'(便利屋)라고 하는 부 활동에 참여하고 있다.
츠지 사사메(辻 小芽)
목소리 - 타나카 치에미
하지메의 여동생으로, 요우코의 클래스 메이트. 겉모습은 오빠와 닮았다. 아이 같고 단순해서 속아넘어가기 쉬운 성격. 오빠의 유일한 특기인 많이 먹기에서 기록을 갈아치운 후타바를 적대시하고 있어서, 오빠와 마찬가지로 경칭을 붙이지 않고 후타바를 풀네임으로 부른다. 요우코에 대한 동경심을 가지고 있지만, 자신이 미움을 받고 있다고 믿고 있다. 요우코와 친하게 지내려고 하지만, 혼란 상태가 자주 발생하여 좀처럼 일이 잘 진행되지 않는다. 안 좋은 일이 생기면 대부분 후타바 탓으로 돌린다. 오빠와 마찬가지로 머리는 좋지 않다. 합창에서는 소프라노를 맡고 있다. 닭고기 카레를 좋아한다. 브라더 콤플렉스이며, 오빠를 걱정하는 일이 잦다.

### 그 밖의 인물
사쿠마 히나코(佐久間 雛子)
요우코의 어머니. 고인. 소설판에서 존재가 명확해졌다.
후타바의 어머니(双葉の母)
목소리 - 후지타 시즈쿠
후타바의 어머니. 등장 빈도가 매우 낮다. 본명은 불명.
오사카베 세이(刑部 聖)
목소리 - 마츠이 에리코
동일 작가의 다른 작품 《성스러운 메구미》(せいなるめぐみ)의 주인공. 《딸기가 들어간 소다수》(いちごの入ったソーダ水)에도 등장. 요우코의 중등부 시절의 학우. 소노베의 양과자점에서 아르바이트 중이던 요우코와 우연히 재회하였다.
세키구치 노노카(関口乃々華)
목소리 - M・A・O
동일 작가의 다른 작품 《딸기가 들어간 소다수》(いちごの入ったソーダ水)의 등장인물. 《성스러운 메구미》(せいなるめぐみ)에도 등장. 요우코의 중등부 시절의 학우.

## 서적 정보

### 단행본
- 아라이 체리 《삼자삼엽》 호분샤 〈망가 타임 KR 코믹스〉, 전 14권[4]
  1. 제1권 (2004년 6월 28일 발매, 2004년 7월 13일 발행) ISBN 4-8322-7511-9
  2. 제2권 (2005년 3월 28일 발매, 2005년 4월 12일 발행) ISBN 4-8322-7531-3
  3. 제3권 (2005년 11월 28일 발매, 2005년 12월 13일 발행) ISBN 4-8322-7552-6
  4. 제4권 (2006년 8월 28일 발매, 2006년 9월 12일 발행) ISBN 4-8322-7589-5
  5. 제5권 (2007년 9월 27일 발매, 2007년 10월 12일 발행) ISBN 978-4-8322-7651-2
  6. 제6권 (2008년 10월 27일 발매, 2008년 11월 11일 발행) ISBN 978-4-8322-7742-7
  7. 제7권 (2009년 8월 27일 발매, 2009년 9월 11일 발행) ISBN 978-4-8322-7834-9
  8. 제8권 (2010년 10월 27일 발매, 2010년 11월 11일 발행) ISBN 978-4-8322-7953-7
  9. 제9권 (2012년 2월 27일 발매, 2012년 3월 13일 발행) ISBN 978-4-8322-4114-5
  10. 제10권 (2013년 5월 27일 발매, 2013년 6월 11일 발행) ISBN 978-4-8322-4301-9
  11. 제11권 (2014년 8월 27일 발매, 2014년 9월 11일 발행) ISBN 978-4-8322-4472-6
  12. 제12권 (2016년 3월 26일 발매, 2016년 4월 11일 발행) ISBN 978-4-8322-4676-8
  13. 제13권 (2017년 7월 27일 발매, 2017년 8월 11일 발행) ISBN 978-4-8322-4854-0
  14. 제14권 (2019년 1월 27일 발매, 2019년 2월 1일 발행) ISBN 978-4-8322-7060-2

### 소설
- - 「삼자삼엽 노벨 요우코의 여름방학」 저자: 사이토 유스케×원작・일러스트: 아라이 체리 (2007년 6월 27일 간행) ISBN 978-4-8322-0254-2

## TV 애니메이션
2016년 봄부터 여름까지 방영되었다.

### 스태프
- 원작 - 아라이 체리(호분샤 「망가 타임 키라라」 연재)
- 감독 - 키무라 야스히로(木村泰大)
- 시리즈 구성 - 코야스 히데아키(子安秀明)
- 캐릭터 디자인 - 야마자키 쥰(山崎淳)
- 애니메이션 제작 - 동화공방
- 제작 - 삼자삼엽 제작위원회

### 각화 리스트
| 화수   | 원어 부제                             | 번역 부제                        | 그림 콘티                            | 연출                         | 작화감독                                                                        | 총작화감독             | 엔드 카드                      |
| ------ | ------------------------------------- | -------------------------------- | ------------------------------------ | ---------------------------- | ------------------------------------------------------------------------------- | ---------------------- | ------------------------------ |
| 제1화  | パンの耳ですわ                        | 빵의 귀퉁이예요                  | 키무라 야스히로(木村泰大)            | 키무라 야스히로(木村泰大)    | 야마자키 쥰(山崎淳) 오구라 히로유키(小倉寛之)                                   | -                      | 하리카모(はりかも)             |
| 제2화  | カラダにいいのは おいしくないものだよ | 몸에 좋은 건 맛있지 않은 법이야  | 야타베 토우코(谷田部透湖)            | 야타베 토우코(谷田部透湖)    | 이케다 유미(池田由美)                                                           | -                      | 코토지(琴慈)                   |
| 제3화  | メイドの味がした                      | 메이드의 맛이 났다               | 키무라 야스히로                      | 도가와 세츠무 (堂川セツム)   | 타카하시 아츠코(高橋敦子) 미야가와 토모코(宮川知子)                             | -                      | 이시키(異識)                   |
| 제4화  | むしろ生きがいです                    | 오히려 사는 보람이예요           | 오오시마 미도리(大島緑)              | 오오시마 미도리(大島緑)      | 오오시마 미도리(大島緑)                                                         | -                      | 하라 유이(原悠衣)              |
| 제5화  | もうこはんはもうないんですね          | 몽고 반점은 이제 없네요          | 도가와 세츠무                        | 도가와 세츠무                | 쿠가 모에카(空賀萌香)                                                           | -                      | 클로버・U(くろば・U)           |
| 제6화  | 野菜肉肉肉肉肉肉魚                    | 야채고기고기고기고기고기고기생선 | 나가야 세이시로 (長屋誠志郎)         | 나가야 세이시로 (長屋誠志郎) | 키타가와 다이스케(北川大輔) 마츠오카 히데아키(松岡秀明) 미즈타케 슈지(水竹修治) | 소가 아츠시 (曾我篤史) | 카와이 마코토 (川井マコト)     |
| 제7화  | 十円足りない                          | 십 엔 모자라                     | 이이노 신야 (飯野慎也)               | 이이노 신야 (飯野慎也)       | 야스무라 나루(保村成) 오구라 히로유키                                           | -                      | 타치 (タチ)                    |
| 제8화  | たくさん釣れてる                      | 잔뜩 낚였어                      | 도가와 세츠무 와카바야시 신 (若林信) | 도가와 세츠무                | 스기타 마루미(杉田まるみ) 와타나베 마이(渡辺舞) 하마구치 아키라(濱口明)         | -                      | 카즈호 (カヅホ)                |
| 제9화  | カレーは二日目                        | 카레는 이틀째                    | 마사와 신 (三沢伸)                   | 야마모토 타카유키 (山本貴之) | 핫토리 마스미(服部益美) 야마다 에이코(山田英子)                                 | -                      | 한자와 카오리 (はんざわかおり) |
| 제10화 | 鶏肉とケーキを食べまくる日            | 닭고기와 케이크를 먹어대는 날    | 이이노 신야                          | 이이노 신야                  | 오오시마 미도리 쿠가 모에카 야스무라 나루                                       | -                      | 쿨교신자 (クール教信者)        |
| 제11화 | チョコを食べまくる日                  | 초콜릿을 먹어대는 날             | 진보 마사토 (神保昌登)               | 타카다 마사토요 (高田昌豊)   | 야히로 유코(八尋裕子) 후쿠다 미즈에(福田瑞穂)                                   | -                      | 쿠로다bb (黒田bb)              |
| 제12화 | もうパンの耳は卒業しますわ            | 이제 빵의 귀퉁이는 졸업할 거예요 | 키무라 야스히로                      | 키무라 야스히로              | 야마자키 쥰 타니야마 모토히로(谷口元浩) 하마구치 아키라 오구라 히로유키         | -                      | 아라이 체리                    |